# Thelocarpon robustum
Thelocarpon robustum är en lavart som beskrevs av Eitner. Thelocarpon robustum ingår i släktet Thelocarpon och familjen Thelocarpaceae.   Inga underarter finns listade i Catalogue of Life.